# Marwa Loud
Marwa Loud, pseudonimo di Marwa Outamghart (Strasburgo, 12 dicembre 1996), è una cantante francese di origini marocchine.

## Carriera
Sale alla ribalta nel 2016 grazie ai brani Ce soir e Temps perdu, diventati virali sui social network. Nel 2017 ha firmato un contratto con la Purple Money, sotto la quale ha pubblicato l'album di debutto Loud il 17 marzo 2018: esso è arrivato al numero 2 della classifica francese, entrando inoltre nelle graduatorie di Belgio, Paesi Bassi e Svizzera; ha poi ricevuto il doppio disco di platino per aver venduto oltre 200 000 copie in madrepatria. Diversi singoli sono stati estratti per la promozione dell'album: quelli di maggior successo sono stati Fallait pas, arrivato in top ten in Francia, e Bad Boy che ha ricevuto popolarità su TikTok. Nel 2019 Marwa ha pubblicato il suo secondo album, My Life, posizionatosi 11º in madrepatria e ricevendo meno consensi all'estero.

## Discografia

### Album in studio
- 2018 – Loud
- 2019 – My Life
- 2021 – Again
- 2023 – Cloud

### Singoli
- 2017 – Temps perdu
- 2017 – Tu peux parier
- 2017 – Mehdi
- 2017 – Fallait pas
- 2018 – Billet
- 2018 – Bad Boy
- 2019 – T'es où?
- 2019 – Oh la folle
- 2019 – Tell Me
- 2019 – My Life
- 2021 – Allo (con Eva)
- 2021 – Bimbo (con Moha K)
- 2021 – Ghir ntiya
- 2022 – Woman
- 2022 – 8 ans de salaire (con Koba LaD)
- 2023 – Dans tous mes états
- 2023 – Baby Love
- 2024 – Moul Taxi